# Reinhard Kolldehoff

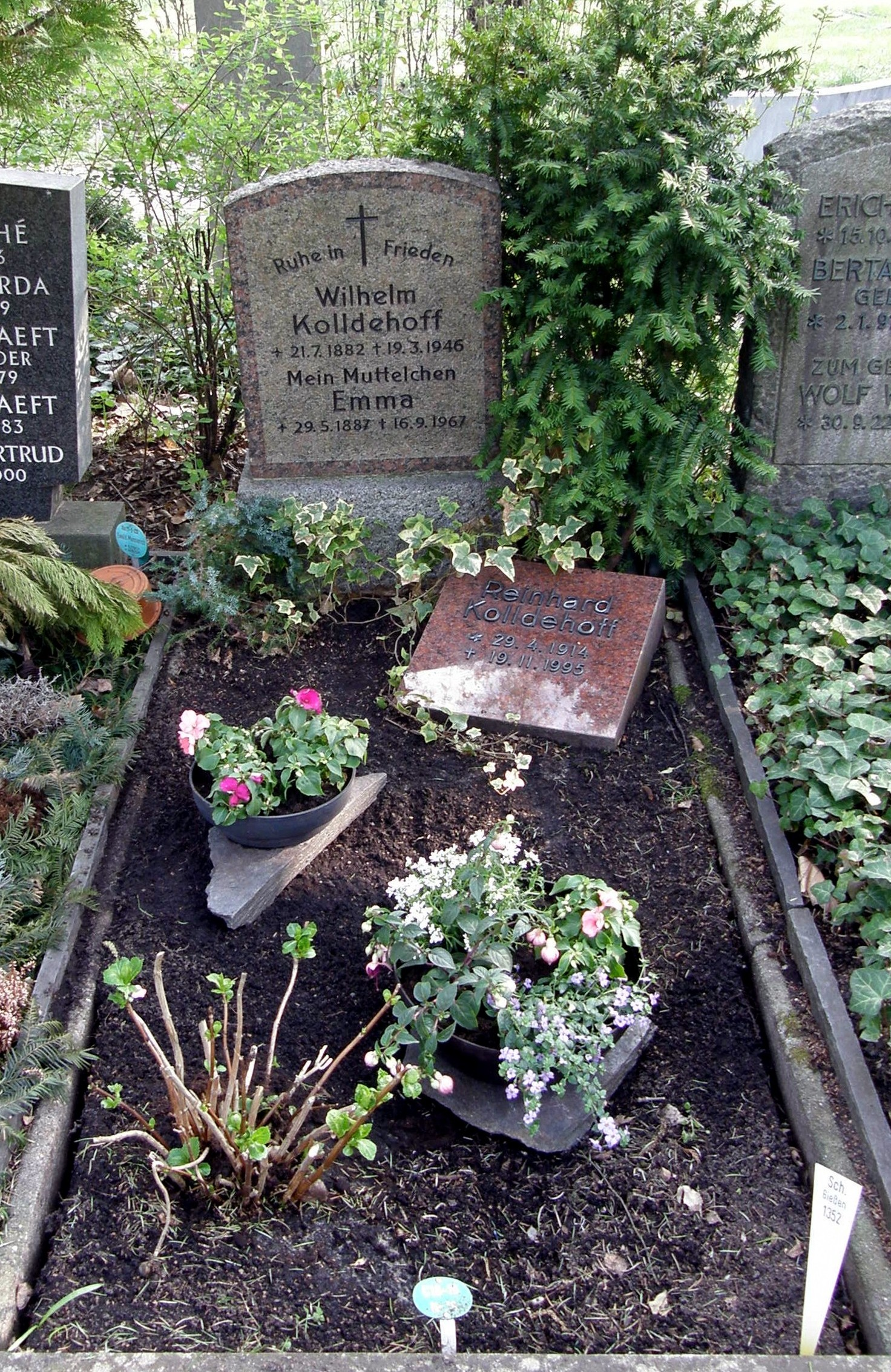
Graf van Kolldehoff op de begraafplaats Wilmersdorf

Reinhard (René) Kolldehoff, bijnaam: Kólldi, (Berlijn, 29 april 1914 – aldaar, 18 november 1995) was een veelzijdig Duits acteur. Hij speelde in toneel- en hoorspelen, verscheen in televisieseries, gaf zijn stem aan nasynchronisaties en trad in tientallen landen in ongeveer 170 films op, over het algemeen in bijrollen.
Vanwege zijn voorkomen werd Kolldehoff vaak de rol van slechterik toebedeeld, bijvoorbeeld in de Nederlandse oorlogsfilm Soldaat van Oranje uit 1977. Hierin speelt hij Geisman, het hoofd van de Sicherheitsdienst in Den Haag.

## Levensloop
Door zich in zijn geboortestad als figurant te verhuren, kon Kolldehoff zowel zijn Abitur als zijn private toneelopleiding bekostigen. Hij debuteerde in 1936 op het toneel en maakte zijn filmdebuut in Der Gasmann uit 1941, een komische film met in de hoofdrol de bekende acteur Heinz Rühmann. Omdat hij in dat jaar ook werd opgeroepen om in de Wehrmacht te dienen, kon hij zijn loopbaan als acteur pas na de oorlog voortzetten. Destijds was hij zowel in Oost- als in West-Duitsland actief. Hij speelde in het theater in Berlijn en Hamburg maar probeerde toch vooral rollen in films te bemachtigen. Zo trad hij vanaf 1948 enkele jaren in verscheidene filmproducties van de Oost-Duitse DEFA op. Hierna geraakte zijn filmloopbaan pas echt op stoom, in een grote stoet West-Duitse en internationale films verscheen zijn naam op de aftiteling.
De beste recensies kreeg hij voor zijn filmoptreden in Playtime, een komische Franse film uit 1967 van regisseur Jacques Tati, waarin hij een verwarde Duitse manager speelde, en voor in La caduta degli dei (De verdoemden) uit 1969 van de Italiaanse regisseur Luchino Visconti, waarin hij de rol van een afgematte krachtpatser vertolkte. Een hoofdrol - een van zijn weinige - had hij in Das Unheil, een satirische Duitse film uit 1972 van Peter Fleischmann, waarin hij een Heimatvertriebene dorpsdominee neerzette.
Dankzij zijn talloze rollen gold Kolldehoff in eigen land tot 1989 als de naoorlogse acteur die het grootste oeuvre op zijn naam had staan en er bovendien als een van de weinige Duitsers in was geslaagd ook in de buitenlandse filmwereld door te dringen.
In de jaren tachtig kreeg Kolldehoff last van diabetes en de ziekte van Parkinson. 1989 was daarom het laatste jaar dat hij nog voor de camera optrad, in de televisieserie Forstinspektor Buchholz, vanwege zijn lichamelijke gesteldheid in een rolstoel. Daarna deed hij nog wat stemacteerwerk en hield het vervolgens voor gezien. Eind 1995 overleed Reinhard Kolldehoff op 81-jarige leeftijd.

## Vernoeming
Zijn zoon heeft in Berlijn een café-restaurant gehad dat de naam 'Kólldi' droeg, de bijnaam van Kolldehoff.

## Film- en televisieoptredens (selectie)
- 1941: Der Gasmann
- 1948: Mr. Blandings builds his dreamhouse (stemacteur)
- 1948: Affaire Blum
- 1949: Das Mädchen Christine
- 1949: Quartett zu fünft
- 1949: Martina
- 1949: Rotation
- 1949: Unser täglich Brot
- 1950: Melodie des Schicksals
- 1950: Der Auftrag Höglers
- 1950: Bürgermeister Anna
- 1950: Epilog – Das Geheimnis der Orplid
- 1951: A Tale of Five Cities
- 1951: Die letzte Heuer
- 1952: Postlagernd Turteltaube
- 1952: Brelan d'As
- 1952: Ich hab’ mein Herz in Heidelberg verloren
- 1952: Der fröhliche Weinberg
- 1952: Wenn abends die Heide träumt
- 1953: Vati macht Dummheiten
- 1953: Von Liebe reden wir später
- 1953: Christina
- 1953: Knall und Fall als Detektive
- 1953: Weg ohne Umkehr
- 1954: Unternehmen Edelweiß
- 1954: Gitarren der Liebe
- 1954: The Lie (televisiefilm)
- 1955: Escale à Orly
- 1955: Hanussen
- 1955: Stern von Rio
- 1955: Oberwachtmeister Borck
- 1955: Urlaub auf Ehrenwort
- 1956: Kalle wird Bürgermeister
- 1956: Ein Mädchen aus Flandern
- 1956: Der Hauptmann von Köpenick
- 1956: Anastasia, die letzte Zarentochter
- 1956: Liane, das Mädchen aus dem Urwald
- 1957: Der müde Theodor
- 1957: Das haut hin
- 1957: Das Glück liegt auf der Straße
- 1957: Der Fuchs von Paris
- 1958: Der Greifer
- 1958: Les aventuriers du Mékong
- 1958: Gestehen Sie, Dr. Corda!
- 1958: Liebe kann wie Gift sein
- 1958: Hoppla, jetzt kommt Eddie
- 1958: Romarei, das Mädchen mit den grünen Augen
- 1959: Der Club der flotten Bienen
- 1959: Cigarettes, Whisky et P'tites Pépées
- 1959: Hunde, wollt ihr ewig leben
- 1959: Kriegsgericht
- 1959: Das Nachtlokal zum Silbermond
- 1959: Und das am Montagmorgen
- 1959: Bobby Dodd greift ein
- 1959: Der Frosch mit der Maske
- 1959: La Verte moisson
- 1960: Am grünen Strand der Spree - Das Tagebuch des Jürgen Wilms
- 1960: Familie (televisiefilm)
- 1960: Die Irre von Chaillot (televisiefilm)
- 1960: Einer von sieben (televisiefilm)
- 1960: Orientalische Nächte
- 1960: Le Septième jour de Saint-Malo
- 1960: Die 1000 Augen des Dr. Mabuse
- 1961: Ein wahrer Held (televisiefilm)
- 1961: The Secret Ways
- 1961: Liane, die Tochter des Dschungels
- 1961: Diesmal muß es Kaviar sein
- 1961: Die seltsame Gräfin
- 1962: The Counterfeit Traitor
- 1962: Jeder stirbt für sich allein
- 1962: Willy (televisiefilm)
- 1962: Letzter Punkt der Tagesordnung (televisiefilm)
- 1962: Das Mädchen und der Staatsanwalt
- 1962: Onkel Harry (televisiefilm)
- 1963: Die Grotte (televisiefilm)
- 1963: Männer am Sonntag (televisiefilm)
- 1963: Mord in Rio
- 1963: Bergwind
- 1964: Das Kriminalmuseum - Tödliches Schach
- 1964: Die Todesstrahlen des Dr. Mabuse
- 1965: Diamanten sind gefährlich
- 1965: Die fünfte Kolonne (televisieserie)
- 1965: Le Chant du monde
- 1966: La Ligne de démarcation
- 1966: La Grande Vadrouille
- 1966: Prairie-Saloon (televisiefilm)
- 1966: Avec la peau des autres
- 1966: Martin Soldat
- 1966: Le Saint prend l’affût
- 1967: Playtime
- 1967: Anonima de asesinos
- 1967: Bürgerkrieg in Rußland (televisie-vijfdeler)
- 1968: Le Franciscain de Bourges
- 1968: Les saintes chéries (televisieserie, 1 aflevering)
- 1968: Straßenbekanntschaften auf St. Pauli
- 1968: Das Kriminalmuseum (televisieserie, 1 aflevering)
- 1968: Königsmark (televisiefilm)
- 1969: Die Ratten (televisiefilm)
- 1969: La caduta degli dei
- 1970: Le Mur de l'Atlantique
- 1970: Die seltsamen Methoden des Franz Josef Wanninger (televisieserie)
- 1970: Der leone have sept cabeças
- 1970: Auftrag: Mord! (televisiefilm)
- 1970: La horse
- 1970: Berlin Affair (televisiefilm)
- 1970: Heintje – Mein bester Freund
- 1970: Drüben bei Lehmanns - Der Schulhof (televisieserie)
- 1971: Dem Täter auf der Spur - Flugstunde (televisieserie)
- 1972: A Time for Loving
- 1972: Das Unheil
- 1972: Più forte, ragazzi!
- 1972: Abuso di potere
- 1972: The Revengers
- 1972: Un uomo da rispettare
- 1972: Una ragione per vivere e una per morire
- 1973: Algebra um acht (televisieserie, 1 aflevering)
- 1973: Mein Onkel Benjamin (televisiefilm)
- 1973: Revolver
- 1974: L'Ironie du sort
- 1974: Borsalino and Co
- 1974: Der Herr Kottnik (televisieserie)
- 1975: Beschlossen und verkündet (televisieserie, 1 aflevering)
- 1975: So oder so ist das Leben (televisiefilm)
- 1975: Operation Daybreak
- 1975: Der Kommissar - Warum es ein Fehler war, Beckmann zu erschießen (televisieserie)
- 1975: Tatort - Tot im U-Bahnschacht (televisieserie)
- 1975: The Romantic Englishwoman
- 1976: Unter einem Dach - Wanzen (televisieserie)
- 1976: Shout at the Devil
- 1976: Comme un boomerang
- 1976: Je t'aime moi non plus
- 1976: Derrick - Der Mann aus Portofino (televisieserie)
- 1977: Soldaat van Oranje
- 1977: Abelard – Die Entmannung
- 1977: Das chinesische Wunder
- 1977: Julie pot de colle
- 1978: Der Schimmelreiter
- 1978: Der Alte - Die Kolonne (televisieserie)
- 1978: Lo chiamavano Bulldozer
- 1978: In der Glut des Südens (Days of Heaven) (stemacteur)
- 1978: Le Temps d’une république: Le Chien de Munich (televisiefilm)
- 1978: Schöner Gigolo, armer Gigolo
- 1979: Heinrich, der gute König (televisie-meerdeler)
- 1979: Zwei Mann um einen Herd (televisiefilm)
- 1979: Die Magermilchbande (televisieserie, 2 afleveringen)
- 1979: Kommissariat 9 - An der richtigen Quelle (televisieserie)
- 1980: Primel macht ihr Haus verrückt
- 1980: Die Paulskirche (televisiefilm)
- 1980: Un pas dans la forêt (televisiefilm)
- 1980: Poliziotto solitudine e rabbia
- 1980: The formula
- 1981: Der König und sein Narr (televisiefilm)
- 1981: Le Mythomane (televisieserie, 1 aflevering)
- 1981: Kenn’ ich, weiß ich, war ich schon!
- 1981: Sonne, Wein und harte Nüsse - Die Sache mit der klassischen Bildung en die Sache mit dem traurigen Wirt (televisieserie)
- 1982: Der Alte - Teufelsküche (televisieserie)
- 1983: Die Beine des Elefanten (televisiefilm)
- 1983: The Winds of War (televisie-meerdeler)
- 1983: Julie Darling
- 1983: Der Alte - Der vierte Mann (televisieserie)
- 1983: Équateur
- 1984: The Little Drummer Girl
- 1984: Die Krimistunde - Der zweite Schuldspruch (televisieserie)
- 1984: Morgen in Alabama
- 1985: Palace
- 1986: High Speed
- 1986: Detektivbüro Roth (televisieserie, 1 aflevering)
- 1986: Werther
- 1987: Verkehrsgericht (aflevering 17)
- 1988: Moon over Parador
- 1989: Forstinspektor Buchholz (televisieserie)

## Theater
- 1948: Konstantin Trenjow: Ljubow Jaworaja – Regie: Hans Rodenberg (Cultuurhuis van de Sovjet-Unie)

## Hoorspelen (selectie)
- 1946: Paul Osborn: Galgenfrist (Sheriff) – Regie: Hanns Korngiebel (RIAS Berlin)
- 1950: Fritz Aeckerle, Bert Roth: Die Saga vom Glanz und Elend des Herrn Emil Kulicke (Forstrat, radioreporter) – Compositie: Olaf Bienert, regie: Erich Köhler (NWDR)

- 1955: Wolfdietrich Schnurre: Spreezimmer möbliert (Walter, schrijver) – Regie: Hanns Korngiebel (RIAS Berlin)
- 1962: Thierry: Pension Spreewitz (Der Krimi-Professor, aflevering 105, eerste uitzending 3 februari 1962) (meneer Zackel) – Regie: Ivo Veit (RIAS Berlin)
- 1962: Thierry: Pension Spreewitz (Herr Dünnbier, der Schläger, aflevering 116, eerste uitzending 7 juli 1962) (meneer Dünnbier) – Regie: Ivo Veit (RIAS Berlin)
- 1971: Cornelia Schöner: Drei Spatzen unterm Dach. Damals war's – Geschichten aus dem alten Berlin (meneer Fleischer, slager) (Verhaal nr. 9 in 12 afleveringen) – Regie: Ivo Veit (RIAS Berlin)
- 1979: Albertine Junker: Ein Mann für Muttern. Damals war’s – Geschichten aus dem alten Berlin (meneer Krull, vastgoedmakelaar) (Verhaal nr. 31 in 12 afleveringen) – Regie: Paul Esser (RIAS Berlin)
- 1979–1994: Michael Koser: Professor van Dusen (als spreker in de afleveringen 3, 4, 5, 33, 70 van de misdaadhoorspelreeks met Friedrich W. Bauschulte en Klaus Herm) – Regie: Rainer Clute (RIAS Berlin)
- 1980: Heinrich Wulkow: Franz im Glück. Damals war’s – Geschichten aus dem alten Berlin (oom Otto) (Verhaal Nr. 32 in 8 afleveringen) – Regie: Paul Esser (RIAS Berlin)

- Biblioteca Nacional de España: XX4940553
- Bibliothèque nationale de France: cb141942902 (data)
- Gemeinsame Normdatei: 102520932X
- International Standard Name Identifier: 0000 0001 0854 5628
- Library of Congress Control Number: no2004015986
- Nationale Bibliotheek van Israël: 987007442161705171
- Virtual International Authority File: 221587
- WorldCat: E39PBJcGpWfMpjYGc676dBjBfq